# Хасан Мухтар
Хасан Мухтар (наст. имя — Хасан Багаутдинович Мухтаров; баш. Хәсән Мөхтәр, Хәсән Баһауетдин улы Мөхтәров; 1901—1963) — башкирский писатель, переводчик. Член Союза писателей Башкирской АССР (1938).

## Биография
Мухтаров Хасан Багаутдинович родился 10 ноября [28 октября] 1901 года в селе Камышлы Уфимского уезда Уфимской губернии.
С 1913 года начал работать в уфимских типографиях «Восток» и «Тормош». В 1916 году уехал на строительство Мурманской железной дороги.
После начала Гражданской войны находился в рядах РККА. В 1920-е гг. работал в редакциях газет «Азад Себер» («Свободная Сибирь»; г. Омск), «Степная правда» и «Казак теле» («Казахский язык»; г. Семипалатинск).
В 1930 году вернулся в Уфу, работал корректором газеты «Октябрьский натиск». С 1931 года являлся секретарём редакции журнала «Октябрь».
С 1932 года работал редактором-контролёром по изданию книг на башкирском языке (г. Казань), а с 1937 года — инструктором-корректором школы фабрично-заводского ученичества полиграфистов.
В 1940—1953 гг. являлся редактором Башгосиздата.

## Творческая деятельность
Хасан Мухтар начал печататься в 1928 году. В 1933 году вышел его первый сборник рассказов «Тәүге ударсылар» («Первые ударники»). Рассказы «Йәшәһен коммуна» («Да здравствует коммуна»; 1934) «Стычка поколений» («Быуындар бәрелеше»; 1936) посвящены истории революционной борьбы рабочего класса.
В 1935 году вышла его повесть «Дауыл алдынан» (в русском переводе была издана в 1957 году под наименованием «Перед бурей»). В этой повести рассказывается о росте революционных настроений среди рабочих и судьбе подростков-сирот в годы Первой мировой войны.
Также Хасан Мухтар является автором приключенческих повестей для детей «Юғалған чертёждар» («Пропавшие чертежи»; 1940), «Урманда» («В лесу»; 1948).
Хасаном Мухтаром были осуществлены переводы на башкирский язык произведений М. Горького «Челкаш» (1939), Дж. Свифта «Гулливер в стране лилипутов» («Гулливер лилипуттар илендә»; 1935), А. П. Чехова «Человек в футляре» («Футлярҙағы кеше»; 1953), М. Ю. Лермонтова, А. А. Фадеева, Б. Н. Полевого и других писателей.

## Книги
- В лесу. Уфа, 1951.

## Награды
- Медаль «За трудовое отличие» (8 июня 1955).

## Память
В городе Уфе на доме, где жил Хасан Мухтар, в его честь была установлена мемориальная доска.